# Bożydar (Grande-Pologne)
Pour les articles homonymes, voir Bożydar.
Bożydar (prononciation : [bɔˈʐɨdar]) est un village polonais de la gmina de Zaniemyśl dans le powiat de Środa Wielkopolska de la voïvodie de Grande-Pologne dans le centre-ouest de la Pologne.
Il se situe à environ 7 kilomètres au nord de Zaniemyśl (siège de la gmina), à 10 kilomètres à l'ouest de Środa Wielkopolska (siège du powiat) et à 26 kilomètres au sud-est de Poznań (capitale régionale).

## Histoire
De 1975 à 1998, le village faisait partie du territoire de la voïvodie de Poznań.

Depuis 1999, Bożydar est situé dans la voïvodie de Grande-Pologne.